# Kerns
Pour les articles homonymes, voir Kern.
Kerns est une commune suisse du canton d'Obwald.

## Géographie

Vue aérienne de 200 m par Walter Mittelholzer (1919)

La commune de Kerns se situe sur une terrasse du flanc sud-ouest du Stanserhorn et de l'Arvigrat et s'étend sur la vallée de Sarnen et le Melchtal. Les habitations sont dispersées ; le centre du village se situe autour de l'église paroissiale. La commune, qui est la plus étendue du canton d'Obwald, comprend les localités de Dorf, Siebeneich, Wisserlen, Halten, Dietried et les hameaux de Sankt Niklausen et de Melchtal.
Le territoire de Kerns s'étend sur 92,59 km2. Lors du relevé de 2013-2018, les surfaces d'habitations et d'infrastructures représentaient 3,5 % de sa superficie, les surfaces agricoles 44,4 %, les surfaces boisées 29,8 % et les surfaces improductives 22,4 %.
Kerns est limitrophe de Sarnen, Sachseln et Lungern.

## Toponymie
Kerns est attesté pour la première fois en 1036 sous la forme « Chernz » dans un inventaire des biens fonciers des Lenzbourg en Suisse centrale, puis en 1101, « Chernes ». Le nom serait d'origine celtique, gallo-romaine, romaine et alémane.

## Histoire
En 1367, Beromünster vend son domaine de Kerns, avec le droit de patronage sur l'église, à l'abbaye d'Engelberg. En 1464, le patronage et la collature passent à la commune paroissiale (Kirchgenossengemeinde) de Kerns, fondement de la vie politique et économique du village dès le bas Moyen Age. Elle remplit à la fois les fonctions de communauté d'usagers (corporation), de commune bourgeoise (dénomination équivalente introduite par la Constitution cantonale de 1867), de paroisse (institutionnalisée en 1970 seulement) et de commune politique. Créée en 1850, cette dernière comprend toutes les personnes habitant dans la commune qui ont le droit de vote à la landsgemeinde et le droit d'usage des biens communaux (condition supprimée en 1902). Dès le début du XVe siècle au plus tard, des communautés d'alpage se sont séparées de la commune paroissiale, ce qui explique la complexité de la structure communale de Kerns : d'une part des institutions administrées par les mêmes personnes (corporation, communautés d'alpage, commune bourgeoise) et d'autre part la commune politique et la paroisse (depuis 1970). Ses habitants protestants dépendent de la paroisse d'Obwald, créée en 1907.

## Patrimoine bâti

### Foribach
Chapelle Sankt Jakob am Boll, érigée vers 1574. Rénovée en 1975.
Église paroissiale catholique St Gallus. Construite en 1764-1768 par Jakob Singer, sur des plans de Franz Singer. Après un incendie, le chœur arrondi et le haut clocher ont été reconstruits en 1814-1816 par Josef Singer.
Ossuaire St Andreas, reconstruit en 1768, chœur de 1816. Importantes peintures Jugendstil. Au plafond, « Espoir après la mort », 1918, par Willy Amrhein.

### Siebeneich
Chapelle de pèlerinage Sainte Marie. Construite en 1722, agrandie en 1744-1745 par Jakob Singer. Rénovée en 1973.

### Wisserlen
Chapelle Sainte-Catherine. Édifice baroque original, construit en 1641-1642 par Balthasar Bucher pour remplacer une chapelle de gibet (Galgenchäppeli).

### Halten
Chapelle Saint-Antoine. Édifice imposant construit en 1639-1640.

### St Niklausen
La chapelle Saint-Nicolas apparaît pour la première fois dans un document de 1357. Les fouilles entreprises lors de la restauration de 1895 ont montré deux étapes de construction. On érige d’abord la tour -clocher séparée, et le chœur de l’église. Ce dernier est doté, durant le troisième quart du XIVe siècle d’un cycle de fresques gothiques. En 1381, une nouvelle collecte de fonds doit permettre d’achever l’église. Au début du XVIIe siècle, le peintre obwaldien Sebastian Gisig (1573-1649) réalise un nouveau cycle de peintures dans la nef et dans le chœur, puis, après une tempête qui a entraîné d’importants dégâts à la toiture, on construit en 1703-1704 un plafond peint à panneaux richement décorés. Lors d’une rénovation intérieure en 1859, on découvre les fresques médiévales du chœur, mais on les recouvre de badigeon sans en voir l’intérêt. Ces peintures ont été dégagées en 1895 et étudiées par l’historien de l’art Robert Durrer.
Restauration complète de l’église en 1991-1994.
Fresques du chœur. C’est le seul cycle complet de fresques médiévales qui ait été entièrement conservé en Suisse centrale. Sur la base de comparaisons stylistiques et vestimentaires, les peinture peuvent être datées du troisième quart du  XIVe siècle. Sur de grands panneaux délimitant un fond bleu, se détachent des scènes bibliques illustrant la vie du Christ.
Plafond peint. Ce plafond à trois pans comprend une centaine de panneaux illustrant des scènes tirées de la "Bible des pauvres" ou Biblia pauperum et cet ensemble est encore complété par 61 autres scènes dans le chœur. Tous les panneaux comportent des encadrements variés et se complètent de textes explicatifs. L’artiste est resté anonyme.
Le clocher séparé du XIVe siècle, se présente sous forme de tour carrée d’apparence défensive et ajouré de baies qui ressemblent à des meurtrières. Sommé aux angles de massifs maçonnés définissant en quelque sorte de larges créneaux, il est coiffé d’une flèche de pierre. Celle-ci, polygonale, exceptionnelle dans cette région de Suisse centrale, évoque une tradition savoyarde que l'on observe dans le canton de Vaud et en Valais, notamment représentée dans les églises de Jean Vaulet-Dunoyer, étudié par Marcel Grandjean
.

## Démographie

### Évolution de la population
Kerns compte 6 424 habitants au 31 décembre 2022 pour une densité de population de 69 hab/km2. Sur la période 2010-2019, sa population a augmenté de 12,4 % (canton : 6,6 % ; Suisse : 9,4 %).  

### Pyramide des âges
En 2020, le taux de personnes de moins de 30 ans s'élève à 34,3 %, au-dessus de la valeur cantonale (31,2 %). Le taux de personnes de plus de 60 ans est quant à lui de 23,1 %, alors qu'il est de 26,7 % au niveau cantonal.
La même année, la commune compte 3 213 hommes pour 3 119 femmes, soit un taux de 50,7 % d'hommes, supérieur à celui du canton (50,6 %).
| Hommes | Classe d’âge | Femmes |
| ------ | ------------ | ------ |
| 0,4    | 90 ans ou +  | 1,2    |
| 5,3    | 75 à 89 ans  | 6,7    |
| 16,6   | 60 à 74 ans  | 15,9   |
| 21,9   | 45 à 59 ans  | 21,4   |
| 20,9   | 30 à 44 ans  | 21,0   |
| 16,9   | 15 à 29 ans  | 17,1   |
| 17,9   | - de 14 ans  | 16,7   |

| Hommes | Classe d’âge | Femmes |
| ------ | ------------ | ------ |
| 0,5    | 90 ans ou +  | 1,4    |
| 7,4    | 75 à 89 ans  | 8,5    |
| 17,9   | 60 à 74 ans  | 17,6   |
| 23,0   | 45 à 59 ans  | 22,5   |
| 19,6   | 30 à 44 ans  | 19,5   |
| 16,2   | 15 à 29 ans  | 15,7   |
| 15,4   | - de 14 ans  | 15,0   |

## Personnalité liée à la commune
- Maria Küchler-Flury (1941-), conseillère d'État du canton d'Obwald